# 베스테르예틀란드 공작 칼 왕자
베스테르예틀란드 공작 스웨덴과 노르웨이 칼 왕자(Prince Carl of Sweden and Norway, Duke of Västergötland, 1861년 2월 27일 ~ 1951년 10월 24일)는 스웨덴의 왕자였다. 그의 딸 메르타와 아스트리드 사이에서 그는 현재 룩셈부르크 대공가, 벨기에 왕가, 노르웨이 왕가의 조상이다.